# Lazníky
Lazníky, bis 1920 Velké Lazníky (deutsch Groß Lasnik) ist eine Gemeinde in Tschechien. Sie liegt 15 Kilometer südöstlich von Olmütz und gehört zum Okres Přerov.

## Geographie
Lazníky befindet sich südlich der Oderberge im Tirschitzer Hügelland (Tršická pahorkatina) im Tal des Baches Říka. Östlich erhebt sich der Na Skalách (284 m) und im Süden die Hůrka (301 m).
Nachbarorte sind Lazníčky, Hýk und Hambálek im Norden, Stání und Lukavec im Nordwesten, Vicínov, Veselíčko und Na Skalách im Osten, Radvanice und Osek nad Bečvou im Südosten, Buk und Sobíšky im Süden, Zábeštní Lhota und Penčice im Südwesten, Prostřední Mlýn, Dolní Mlýn, Suchonice und Lipňany im Westen sowie Tršice und Zákřov im Nordwesten.

## Geschichte
Das Gebiet gehörte zu den Gütern des Herzogs Břetislav I., der es in der ersten Hälfte des 11. Jahrhunderts dem Přerover Burggrafen Smil für treue Dienste überließ. Von diesem erwarb der Olmützer Bischof Johannes IV. im Jahre 1065 die Güter. Die erste schriftliche Erwähnung von Lasniech erfolgte 1131 in einem Güterverzeichnis des Olmützer Bischofs Heinrich Zdik. Der nächste urkundliche Nachweis über Laznik erfolgte im Jahre 1355. Im 14. Jahrhundert war das Dorf zwischen unterschiedlichen Vladiken in teilweise kleine Anteile aufgesplittet. Ab etwa 1360 waren hier die späteren Grafen Matuschka (Matuškové) begütert (urkundlich belegt 1373 mit Janko Matuška). Bis 1371 wurde der Ort als Lesnik und Lesnyk und ab 1412 als Lazníky bezeichnet. Seit dem 15. Jahrhundert bestanden neben mehreren Höfen auch zwei Festen, nach denen Laznik Superior seit 1437 in zwei große Anteile, Dolní Lazníky und Horní Lazníky unterschieden wurde. 1447 wurde der Ort Magna Laznik, ab 1512 Vrchní Lazníky, 1568 Lasinky, 1576 Velké Lesníky, ab 1578 Lesinky, ab 1590 Velké Lesinky, ab 1587 Velká Lesinka, 1616 Horní Lesiny, 1636 Velké Lazníky, 1638 Gross Lasinek, 1718 Gross Lažinky, ab 1751 Gross Lastnik, ab 1794 Grosslasnik, Gross Laznik, ab 1835 Hrubý Lažník und ab 1847 Hrubé Lasniky genannt.  Im 16. Jahrhundert wurden die Anteile sukzessive an die Herrschaft Veselíčko angeschlossen. Zu den Besitzer gehörte u. a. Erasmus von Bobolusk, von ihm erwarben im Jahre 1573 die Podstatzky von Prusinowitz die Herrschaft. Beide Festen erloschen zu Beginn des 17. Jahrhunderts, damit wurde auch die Unterscheidung in Horní Lazníky und Dolní Lazníky beendet. Die Herrschaft ließ in Lazníky einen neuen herrschaftlichen Hof anlegen. Die Matriken wurden seit 1706 in Penčice geführt. Nach der Einführung der Unterrichtspflicht durch Maria Theresia entstand 1778 in Malý Lažnik eine Schule, in der auch die Kinder aus Lazníky, Výkleky, Zakřov und Svrčov unterrichtet wurden. Bis zur Mitte des 19. Jahrhunderts blieb das Dorf den Grafen von Podstatzky-Liechtenstein auf Veselíčko untertänig.
Nach der Aufhebung der Patrimonialherrschaften bildete Hrubé Lasniky/Groß Lasnik ab 1850 eine Gemeinde in der Bezirkshauptmannschaft Mährisch Weißkirchen. Im Jahre 1855 wurde die Gemeinde dem Bezirk Leipnik zugeordnet, ab 1868 gehörte sie wieder zum Bezirk Mährisch Weißkirchen. Ab 1872 wurde der Ort als Velké Lazníky bezeichnet. Am 26. Oktober 1920 erfolgte die Umbenennung in Lazníky. Im Zuge der Gebietsreform von 1960 und der Auflösung des Okres Hranice wurde Lazníky zum 1. Januar 1961 dem Okres Přerov zugeordnet. 1976 wurden Výkleky sowie Lazníčky mit Svrčov an den Örtlichen Nationalausschuss Lazníky angeschlossen und 1983 gänzlich eingemeindet. Seit 1990 bilden Lazníčky und Výkleky wieder eigenen Gemeinde; Svrčov verblieb jedoch als Ortsteil bei Lazníky. Ende 2008 hatte die Gemeinde 515 Einwohner.

## Gemeindegliederung
Die Gemeinde Lazníky besteht aus den Ortsteilen Lazníky (Groß Lasnik) und Svrčov (Swertschow).

## Sehenswürdigkeiten
- Kapelle des hl. Florian
- Mariensäule
- Denkmal für T.G. Masaryk
- Hölzerner Glockenturm in Svrčov
- Statue der Jungfrau Maria